# Dustin Brown (hokeista)
Dustin Brown (ur. 4 listopada 1984 w Ithace) – amerykański hokeista, reprezentant USA, olimpijczyk.

## Kariera
- Ithaca High (1998-2000)
- Guelph Storm (2000-2003)
- Los Angeles Kings (2003-2004)
- Manchester Monarchs (2004-2005)
- Los Angeles Kings (od 2005)
  -  ZSC Lions (2012–2013)

Od 2003 roku zawodnik Los Angeles Kings. Pierwszy mecz w NHL rozegrał 9 października 2003 roku przeciwko Detroit Red Wings. Od 2009 roku kapitan drużyny. Od listopada 2012 do stycznia 2013 roku na okres lokautu w sezonie NHL (2012/2013) związany kontraktem ze szwajcarskim klubem ZSC Lions. W lipcu 2013 przedłużył kontrakt z Kings o osiem lat.
Uczestniczył w turniejach mistrzostw świata w 2004, 2006, 2008, 2009 oraz zimowych igrzysk olimpijskich w 2010, 2014.

## Sukcesy

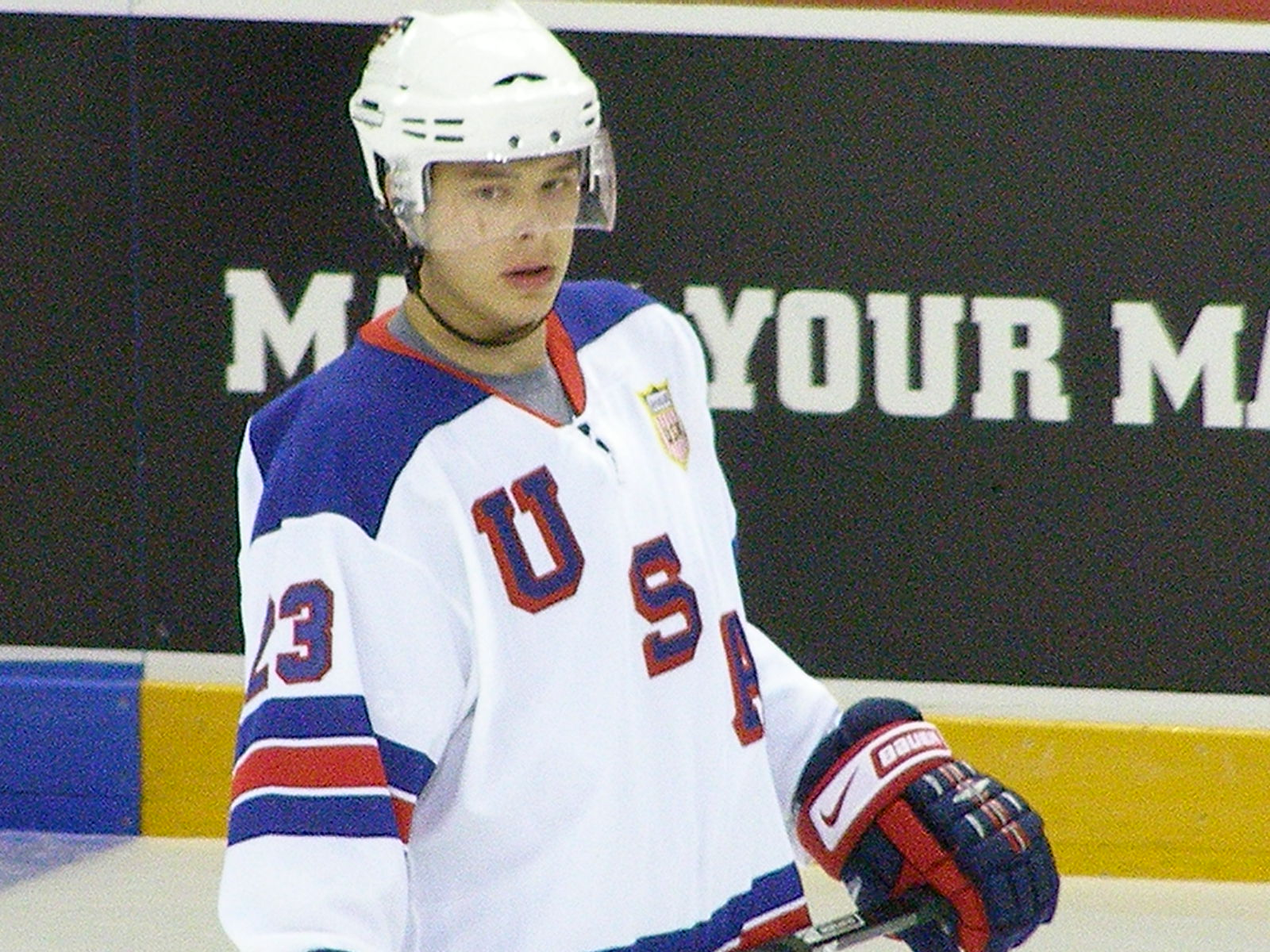
Dustin Brown w barwach USA (2008)

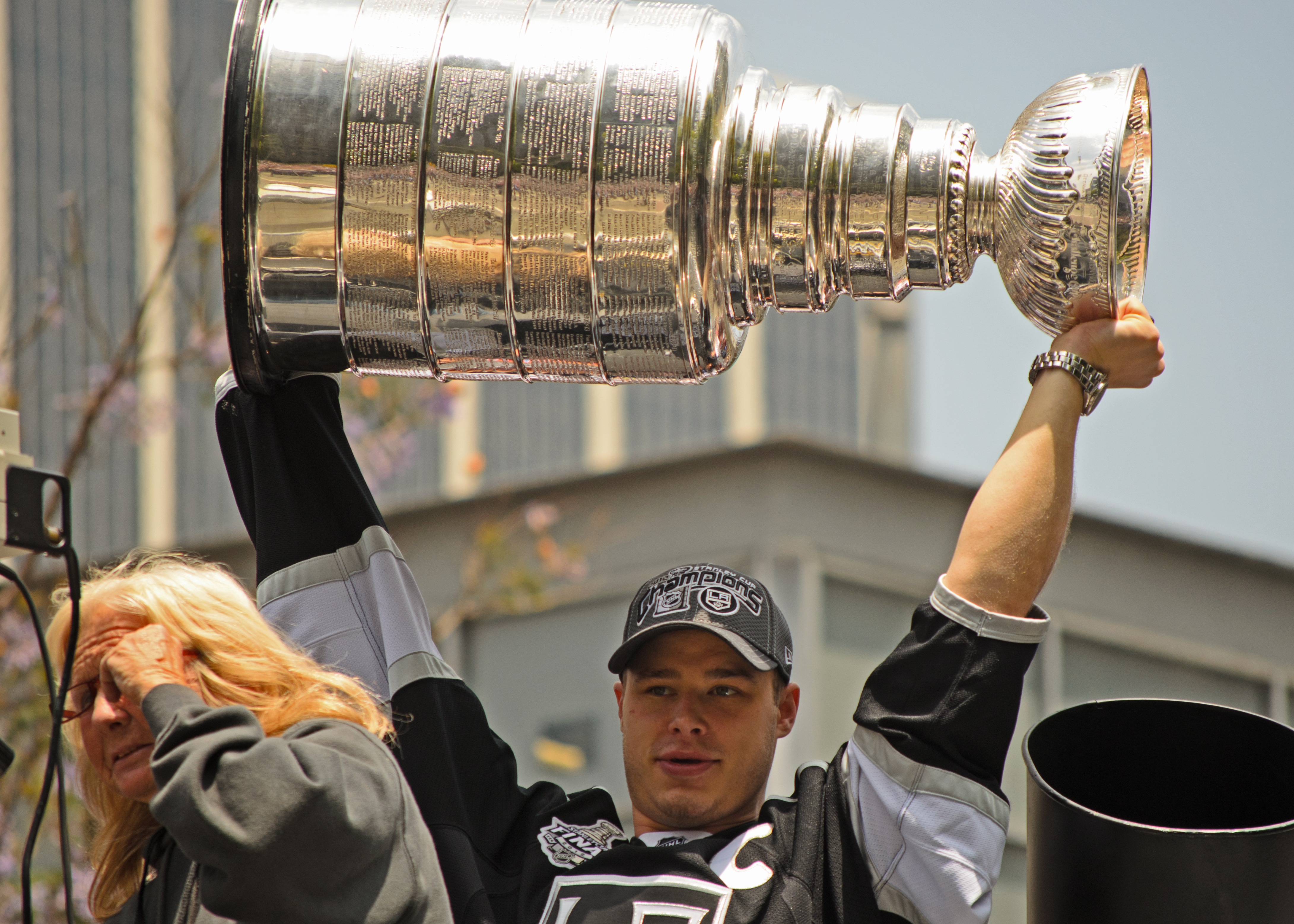
Dustin Brown z Pucharem Stanleya (2012)

Reprezentacyjne
- Brązowy medal mistrzostw świata: 2004
- Srebrny medal zimowych igrzysk olimpijskich: 2010

Klubowe
- Mistrzostwo konferencji NHL: 2012 z Los Angeles Kings
- Clarence S. Campbell Bowl: 2012 z Los Angeles Kings
- Puchar Stanleya – mistrzostwo NHL: 2012, 2014 z Los Angeles Kings

Indywidualne
- Sezon OHL 2000/2001:
  - Bobby Smith Trophy - najlepszy szkolny zawodnik
  - Pierwszy skład gwiazd
- Sezon OHL 2001/2002:
  - Bobby Smith Trophy - najlepszy szkolny zawodnik
- Sezon OHL / CHL 2002/2003:
  - Bobby Smith Trophy - najlepszy szkolny zawodnik
  - CHL Top Prospects Game
- Mistrzostwa Świata w Hokeju na Lodzie 2008/Elita:
  - Jeden z trzech najlepszych zawodników reprezentacji
- Sezon NHL (2008/2009):
  - NHL All-Star Game
- Mistrzostwa Świata w Hokeju na Lodzie 2009/Elita:
  - Jeden z trzech najlepszych zawodników reprezentacji
- Sezon NHL (2010/2011):
  - NHL Foundation Player Award
- Sezon NHL (2011/2012):
  - Pierwsze miejsce w klasyfikacji strzelców w fazie play-off: 8 goli
  - Pierwsze miejsce w klasyfikacji kanadyjskiej w fazie play-off: 20 punktów
  - NHL Foundation Player Award
- Sezon NHL (2013/2014):
  - Mark Messier Leadership Award